# Корен-Залис
Корен-Залис (нем. Kohren-Sahlis) — район города Фробург в Германии, в земле Саксония. До 31 января 2017 года обладал самостоятельным городским статусом. Подчинён административному округу Лейпциг. Входит в состав района Лейпциг. Население составляет 2659 человека (на 31 декабря 2014 года). Занимает площадь 36,72 км². Официальный код — 14 3 79 370.

## Достопримечательности
- Замок Корен
- Замок Гнандштайн — наиболее полно сохранившийся романский замок в Саксонии
- Музей гончарного ремесла
- Церковь св. Гангольфа в Корене
- Гнандштайнская деревенская церковь с захоронениями членов рода фон Айнзидельн

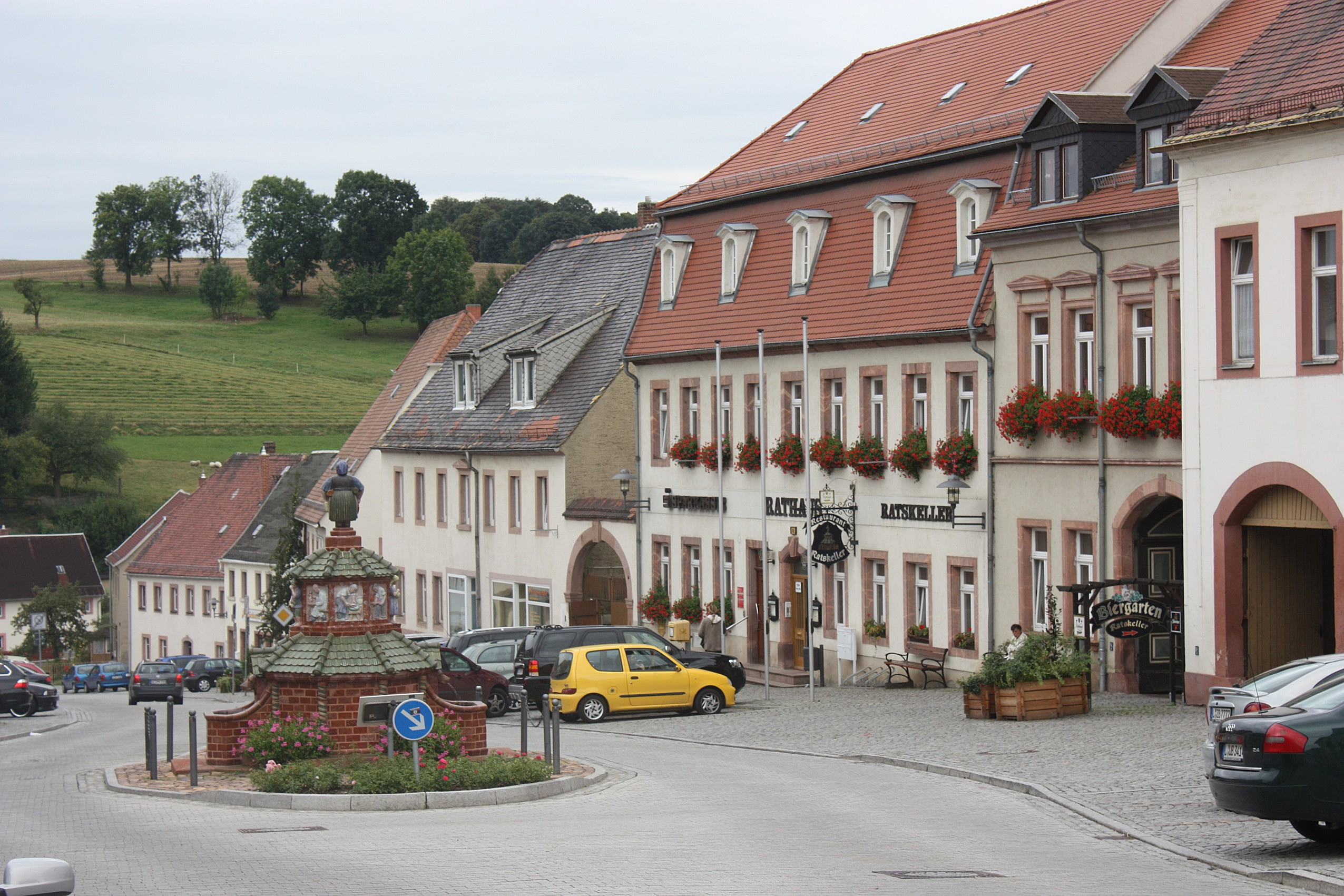
Рыночная площадь в Корене
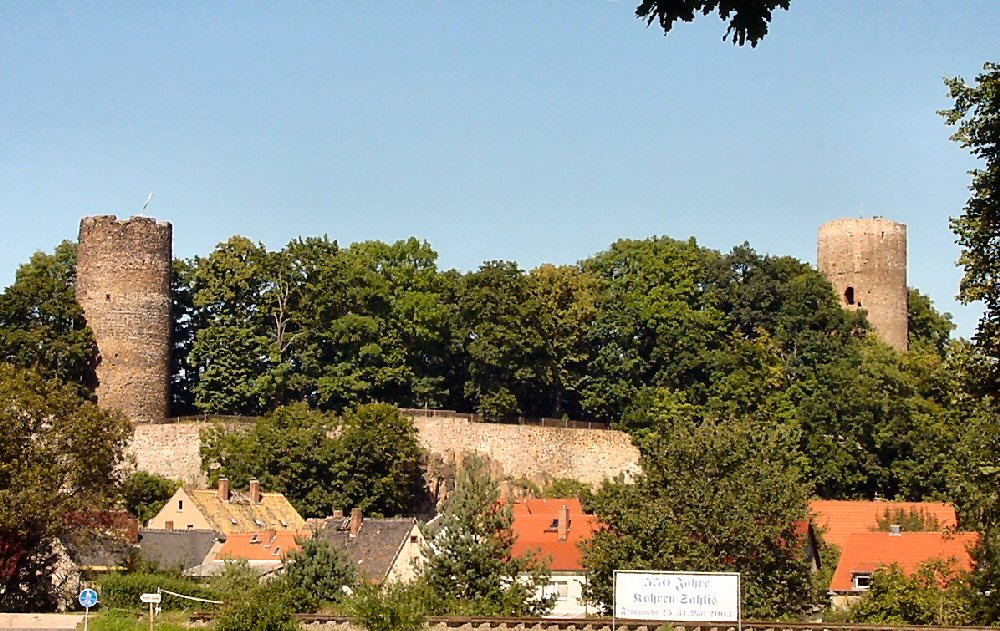
Руины замка Корен
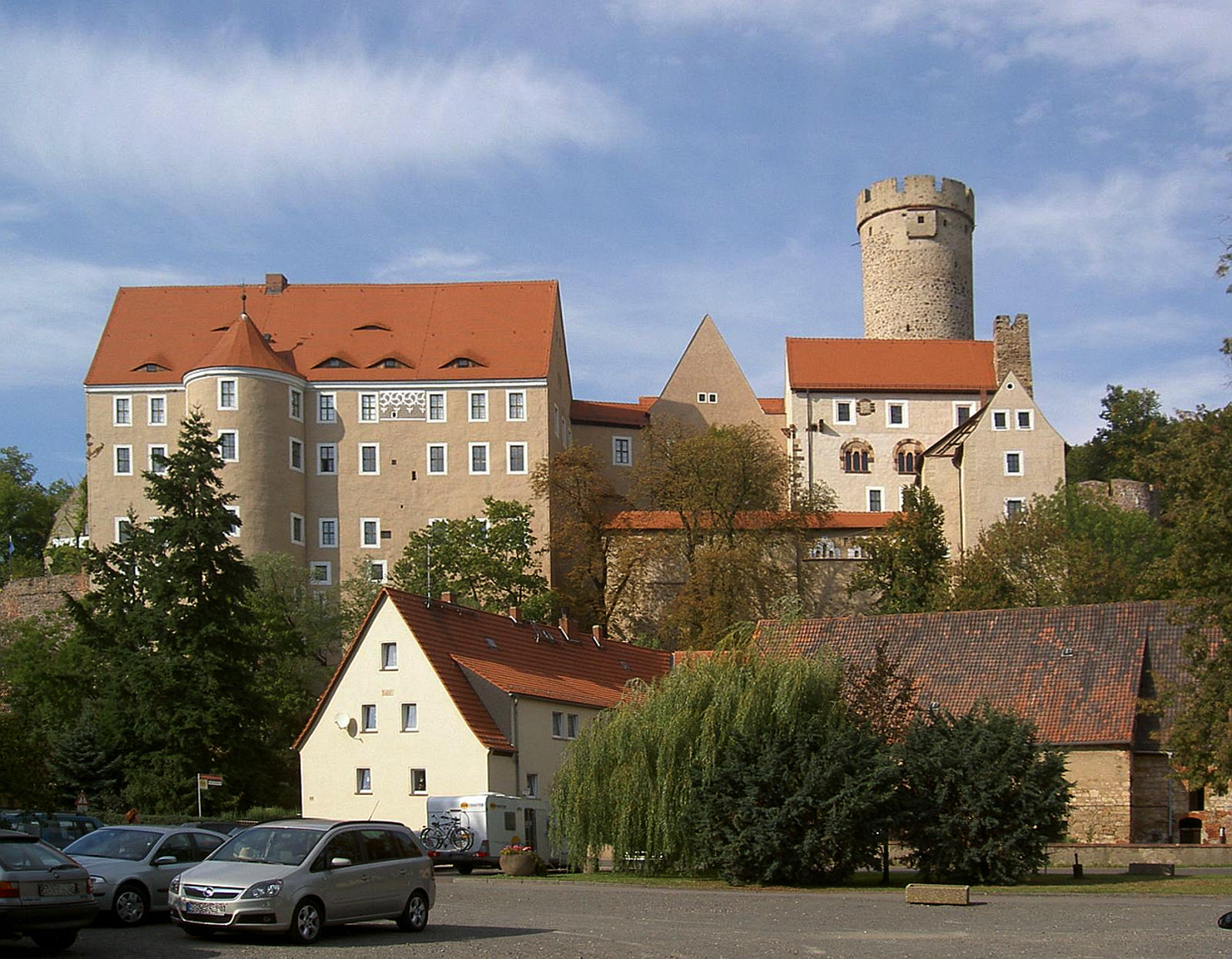
Замок Гнандштайн
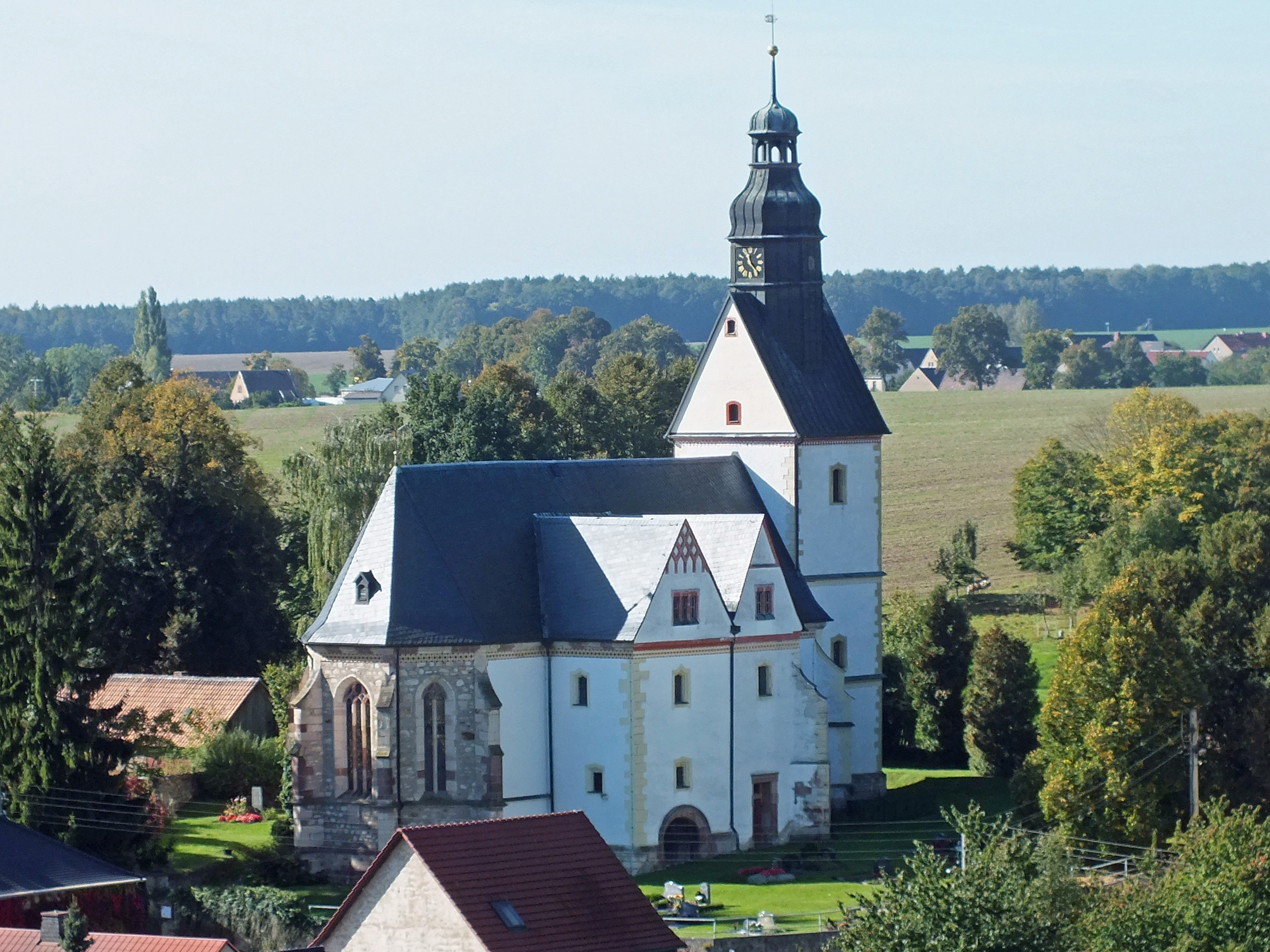
Церковь в Гнандштайне

## Известные уроженцы
- Пуш, Георг Готлиб (1790—1846) — немецкий геолог, палеонтолог.